# 949
| Calendário gregoriano                                                        | 949 CMXLIX                                            |
| Ab urbe condita                                                              | 1702                                                  |
| Calendário arménio                                                           | 398 – 399                                             |
| Calendário bahá'í                                                            | -895 – -894                                           |
| Calendário budista                                                           | 1493                                                  |
| Calendário chinês                                                            | 3645 – 3646 Início a 2 de fevereiro (aproximadamente) |
| Calendário copta                                                             | 665 – 666                                             |
| Calendário etíope                                                            | 941 – 942                                             |
| Calendários hindus - Vikram Samvat - Calendário nacional indiano - Cáli Iuga | 1004 – 1005 870 – 871 4049 – 4050                     |
| Calendário Holoceno                                                          | 10949                                                 |
| Calendário islâmico                                                          | 337 – 338                                             |
| Calendário judaico                                                           | 4709 – 4710                                           |
| Calendário persa                                                             | 327 – 328                                             |
| Calendário rúnico                                                            | 1199                                                  |
| Calendário solar tailandês                                                   | 1492                                                  |

949 (CMXLIX, na numeração romana) foi um ano comum do século X do Calendário Juliano, da Era de Cristo, teve início numa segunda-feira e terminou também numa segunda-feira e a sua letra dominical foi G (52 semanas).
No território que viria a ser o reino de Portugal estava em vigor a Era de César que já contava 987 anos.
| Ano completo                         |
| ------------------------------------ |
| Ano comum com início à segunda-feira |

## Eventos
- Uma força militar bizantina comandada pelo eunuco e camareiro-mor Constantino Gongila é derrotada quando tenta derrubar o Emirado de Creta e reconquistar a ilha.

## Mortes
- Yozei, 57º imperador do Japão.